# Babka szorstka
Babka szorstka (Benthophilus granulosus) – gatunek ryby okoniokształtnej z rodziny babkowatych (Gobiidae).

## Rozmieszczenie i środowisko
Występuje w przybrzeżnych wodach całego Morza Kaspijskiego i w dolnych odcinkach uchodzących do niego rzek. Szczególnie liczna jest u północnego i wschodniego wybrzeża tego jeziora, a także w dolnej Wołdze po Astrachań oraz w dolnym Uralu. Zasięg jej występowania zamyka się w obszarze 49°N–36°N, 44°E–55°E, obejmując wody Rosji, Kazachstanu, Turkmenistanu, Iranu i Azerbejdżanu.
Bytuje zarówno w środowisku słodko-, jak i słonowodnym, w tym także słonawym. Jest rybą denną (przydenny tryb życia jest właściwy dla całego podrzędu babkowców). W okresie letnim przebywa na niewielkich głębokościach – od 5 do 20 m, w strefie przybrzeżnej Morza Kaspijskiego i w deltowych odcinkach rzek, zimą natomiast przenosi się na większe głębokości: 60–70 m.

## Morfologia
Osiąga do 5,6 cm (lub do 6 cm) długości całkowitej, przeciętnie 3–4 cm. Ciało kolbowate (zbliżone kształtem do kijanek), z szeroką i silnie spłaszczoną głową o prostym profilu, prawie poziomym. Głowa i tułów, z wyjątkiem pyska i brzucha, które to pokryte są krótkimi kolcami, mają liczne, drobne, gęsto rozmieszczone kostne guzki, co sprawia, że babki te są szorstkie w dotyku. U młodych babek kolce znajdują się także po dolnej stronie głowy. Oczy duże, zwrócone w kierunku czubka głowy. Pysk tępo zakończony, z mięsistymi wargami, z szerokim otworem gębowym, którego zakończenie przypada na przedłużeniu linii środka oka. Żuchwa wysunięta w porównaniu do szczęki górnej. Na podbródku niewielki płat skórny, budzący skojarzenie z wąsem. Dwie oddzielne płetwy grzbietowe – pierwsza z 3–5, często 3–4, promieniami twardymi, druga z jednym promieniem twardym i 5–9, często 8–9, promieniami miękkimi. Płetwa odbytowa z jednym cierniem i 6–8, zwykle 7–8, promieniami miękkimi. Płetwy brzuszne dochodzą do nasady płetwy odbytowej. Płetwy piersiowe krótkie, nie sięgają nasady drugiej płetwy grzbietowej.
Ubarwienie zmienne w zależności od warunków środowiska, z reguły od jasnoszarego do jasnobrązowego, z żółtym, różowo połyskującym brzuchem. Pod obiema płetwami grzbietowymi występują ciemnobrązowe, poprzeczne, wygięte pasy. Ciemny pas również od oka do krawędzi pokrywy skrzelowej. Na trzonie ogonowym, u nasady płetwy ogonowej, ciemna plama. Wszystkie płetwy, oprócz brzusznych i ogonowej, zdobią rzędy ciemnobrązowych, małych punktów.

## Ekologia i zachowanie
Babka szorstka zjada przeważnie małe bezkręgowce, wśród nich ślimaki i inne mięczaki, niektóre skorupiaki, a także larwy innych ryb. W północnej części Morza Kaspijskiego i w delcie Wołgi trze się po pierwszej zimie od kwietnia do lipca, w płytkiej wodzie. Niewiele wiadomo na temat sposobu rozrodu.

## Status i zagrożenia
Nieprzerwanie (od 2008) IUCN uznaje ją za gatunek najmniejszej troski (LC). Populacja liczna, jej trend nieznany. Nie są znane również poważniejsze zagrożenia mogące mieć negatywny wpływ na liczebność ryby.